# 3492 Petra-Pepi
3492 Petra-Pepi eller 1985 DQ är en asteroid i huvudbältet som upptäcktes den 16 februari 1985 av den tjeckiske astronomen Marie Mahrová vid Kleť-observatoriet. Den är uppkallad efter upptäckarens dotter.
Asteroiden har en diameter på ungefär 11 kilometer och den tillhör asteroidgruppen Eunomia.